# Casa Encomienda de Moraleja

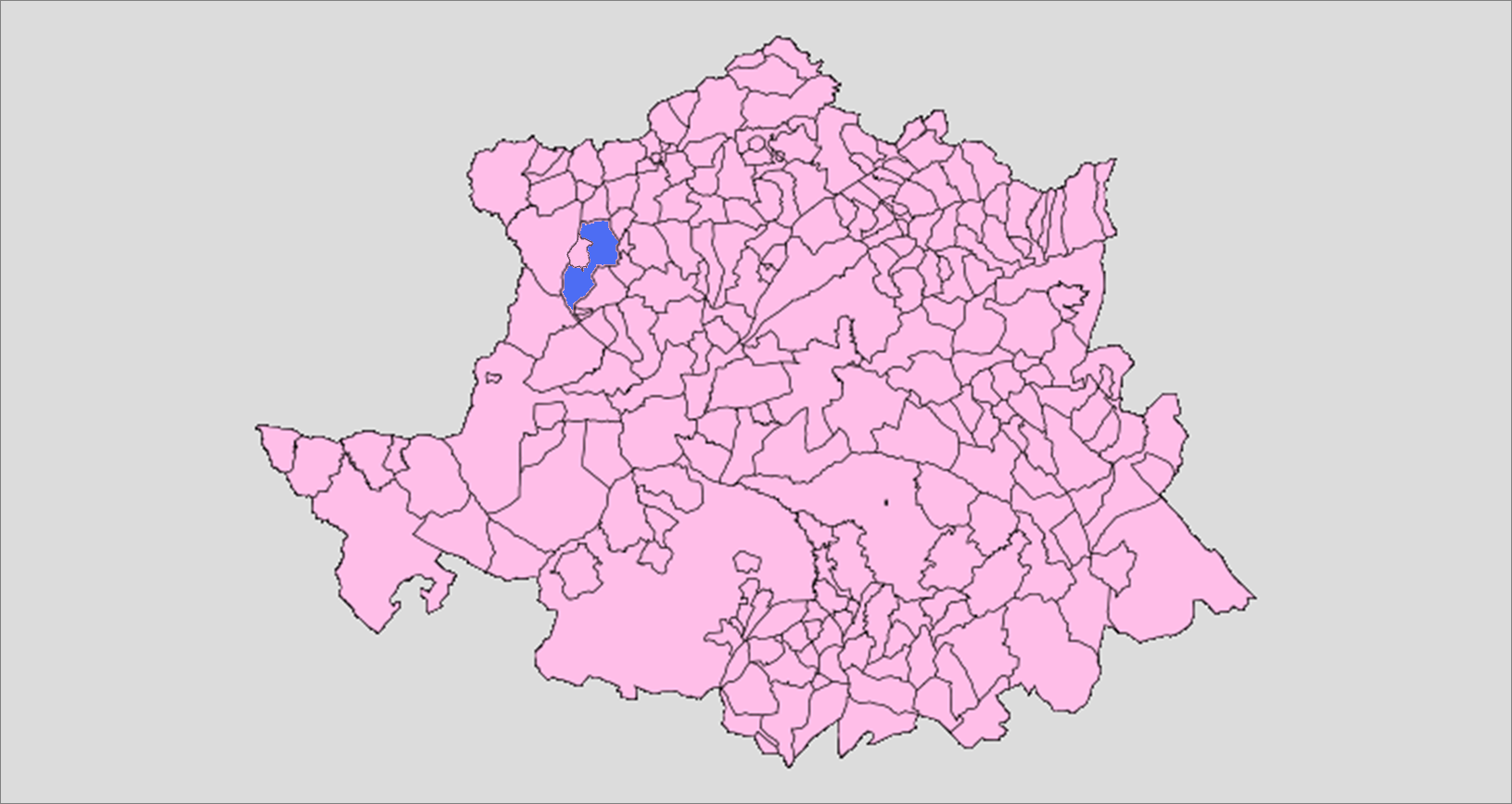
Localización de la Casa de la Encomienda en la provincia de Cáceres.

La Casa de la Encomienda de Moraleja es una casa fortificada que se encuentra situada dentro del municipio de Moraleja, municipio español, situado en la provincia de Cáceres, Comunidad Autónoma de Extremadura, a unos 86 km de la capital cacereña y a 61 km de Plasencia.

## La Casa de la Encomienda
Desde el siglo XIV figura la zona de Moraleja como cabeza de la Encomienda de la Orden de Alcántara, y la casa tenía funciones tanto administrativas como de vivienda y domésticas. A finales del siglo XVI y principios del siglo XVII se llevaron a cabo una serie de obras para reparar elementos defensivos y la torre del homenaje pero estas inversiones iban destinadas, principalmente, a dar seguridad a los bienes que se almacenaban frente a posibles robos, que a dotarla de elementos defensivos para poder hacer frente a un enemigo militar armado.

## Recinto abaluartado
Otro tipo de obras de finalidad bien diferente fueron las que se hicieron a partir de mediados del siglo XVII para fortificar la población frente a posibles ataques del ejército portugués. Si bien no se conserva ningún resto del recinto abaluartado, se dispone de los planos que realizaron el ingeniero francés Bruffet en el año 1707 y el español Antonio Gaver en el año 1750 los cuales están depositados en el Servicio Geográfico del Ejército, en Madrid. El teniente coronel Juan de Landaeta también realizó otro plano de las defensas pero menos minucioso que los anteriores. Este último está depositado en los archivos del Servicio Histórico Militar. La fortaleza estaba formada por dos recintos defensivos. El interior tenía dos puertas de acceso, siete baluartes y un foso entre los dos recintos. El recinto exterior disponía como elemento defensivo adicional una serie de  revellines. El material usado según indica Juan de Landaeta es tepe, es decir, tierra con césped de muchas raíces, que es muy degradable por los agentes atmosféricos lo cual aclara el motivo por el que no existan restos de este recinto amurallado. A mediados del siglo XIX indicaba Francisco Coello, en un plano que levantó del lugar, la posible ubicación del recinto mediante una línea de puntos e indicaba que la fortificación estaba «completamente arruinada».